# Opopaea meditata
Opopaea meditata là một loài nhện trong họ Oonopidae.
Loài này thuộc chi Opopaea. Opopaea meditata được miêu tả năm 1936 bởi Gertsch & Davis.